# سانتيرية

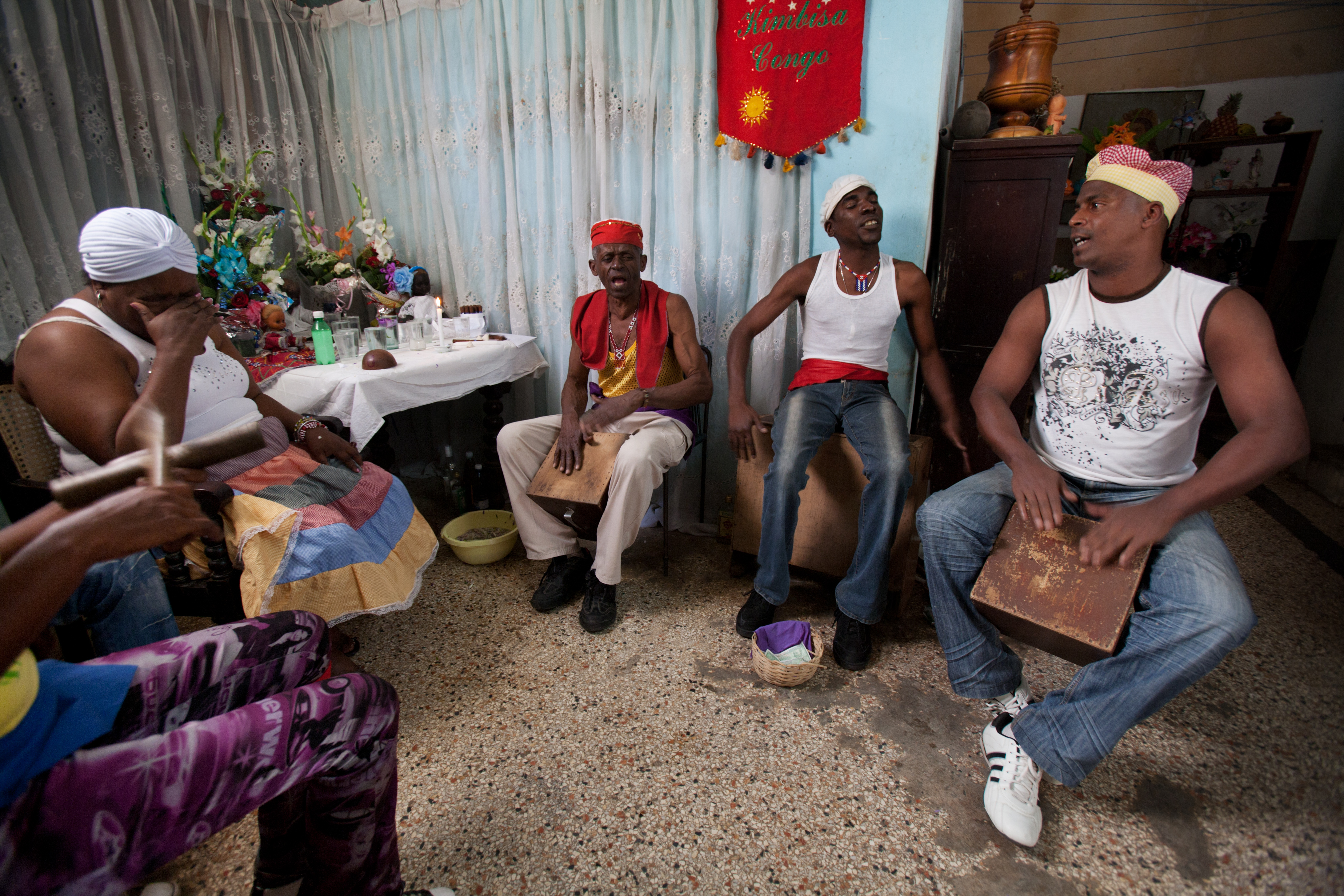
مجموعة من السانتيريين يمارسون طقوسهم في هافانا في كوبا في 2011.

سانتيرية (بالإسبانية:  Santería)‏ هي ديانة توفيقية نشأت في غرب أفريقيا ومنطقة الكاريبي، أصلها من الكنيسة الرومانية الكاثوليكية ولغتها المقدسة هي لهجة من لغة يوربا وألتي تُعرف بلوكومي وهذه الديانة هي خليط من المعتقدات الأفريقية القديمة وبين المسيحية وتنتشر هذه الديانة بشكل كبير في كوبا.

## التاريخ
السانتيرية نظام من المعتقدات يجمع جوانب من الدين اليوروبي جاء بها إلى العالم الجديد المُستعبَدون اليوروبيّون مع المسيحية وأديان السكّان الأصليين في الأمريكيتين، بالإضافة الأرواحية الكوبية التي تطورت من أرواحية ألن كاردك. حمل اليوروبيون معهم تقاليد دينية، منها نظام حضرة وعرافة للاتصال مع أسلافهم وآلهتهم، والتضحية بالحيوانات، والطبل والرقص المقدّسان. دفعت حاجة الأفريقيين إلى حفظ تقاليدهم ونظام معتقداتهم في بيئة حضارية إلى أن تجتمع عدة مجموعات عرقية في كوبا، منذ عام 1515، وتدمج تقاليدها بجوانب من الكاثوليكية الرومية.

وكان الدين الذي نتج هو ما نسمّيه اليوم السانتيريّة.
كانت الفترة الاستعمارية من وجهة نظر المستعبَدين الأفريقيين زمنَ مجاهدة. تغيّر عالمهم بسرعة. واستُعبِد ملوك قبائلهم وأُسرُهم وسياسيّوهم وروّاد مجتمعهم وأعمالهم وأٌخذوا إلى منطقة أجنبية من العالم. لم يعد القادة الدينيون وأقرباؤهم وأتباعهم أحرارًا حتّى يدينوا بما يريدون. جرّمت القوانين الاستعماريّة دينهم. أُجبروا على التعمّد وعلى عبادة إلهٍ لم يعرفهُ أسلافهم مُحاطٍ بمجموعة من القدّيسين. يبدو أن المخاوف الأولى في تلك الفترة كانت تحتّم الحاجة إلى النجاة الفردية في ظل ظروف المزارع القاسية. أبقى شيءٌ من الأمل جوهرَ ما يعرَف اليوم بالسانتيريّة، وهو اسم مغلوط (وكان من قبل اسمًا تحقيريًّا) للتعبير الكوبي عن دين الأوريشا. حافظ اليوروبيون في قلب وطنهم (وما يزالون) على نظام سياسي واجتماعي معقد. كانوا مجموعة ثقافيّة زراعيّة مستقرّة، وعندهم يدٌ عاملة متخصّصة. أعاد مُلّاك العبيد تسمية دينهم القائم على عبادة الطبيعة، ووثّقوه. السنتيرية كلمة تحقيرية تصف الأشكال الكاثوليكية المنحرفة التي يُعبَد فيها القدّيسون، أصبحت هذه الكلمة بعد ذلك اسمًا عامًّا لدينهم. حلّ مصطلح سانتيرو أو سانتيرا ليصف الكاهنة أو الكاهن محلّ مصطلح أولوريشا الدالّ على امتداد للآلهة. أصبح الأوريشات يُعرَفون كالقدّيسين في مجمع القدّيسين الكاثوليكي.

- إيرنست بيكاردو، السانتيرية في كوبا المعاصرة: الحياة الفردية وظروف الكهنوت
بهدف المحافظة على معتقداتهم التقليدية وتقنيعها، وفّق اللوكوميّون بين أوريشاتهم والقدّيسين الكاثوليكيين. نتيجة لهذا، أصبح مصطلحا «قدّيس»، و«أوريشا» مستخدَمين بالمعنى نفسه بين أتباع هذا الدين. لم يعرف المزارعون الاستعماريون الإسبانيون أن المستعبَدين الأفارقة كانوا عندما يحتفلون بأيام القدّيسين يمارسون شعائر مرتبطة بأوريشاتهم، فظنّوا أنهم يهتمّون بالقدّيسين الكاثوليكيين أكثر من اهتمامهم بالربّ، ومن هنا جاءت تسمية السانتيريّة.
يُضاف إلى الإخفاء التاريخي للعلاقة بين القدّيسين الكاثوليكيين والأوريشات حقيقةُ أن معظم السنتيرات في كوبا وبورتوريكون وجمهورية الدومينيكان كانوا أيضًا رومًا كاثوليكيين، وكانوا معمَّدين، وكانوا يطلبون عادة من الذين يريدون الانتساب إليهم أن يتعمّدوا في الكاثوليكية الروميّة أيضًا.
حفزت الثورة الكوبية عام 1959 انتشار السانتيرية خارج المناطق المتحدثة بالإسبانية على البحر الكاريبي، ومن الدول التي وصلتها السانتيرية الولايات المتحدة الأمريكية. في عام 1974، أصبحت كنيسة لوكومي بابالو آي أول كنيسة سانتيرية في الولايات المتحدة يعترَف بها رسميًّا.

## الطقوس والاحتفالات
ليس للسانتيرية عقيدة مركزية لممارساتها الدينية، ولكن تُفهَم من طقوسها واحتفالاتها. هذه الطقوس والاحتفالات تحدث في ما يُعرَف بالبيت المعبد أو بيت القدّيسين (كاسا دو سانتوس)، ويُعرَف أيضا بإيلي. معظم هذه المعابد بيوتٌ للكاهنات والكهنة المبتدئين. يبني الكهنة والكاهنات معابد للأوريشات المختلفين، ويتيحون فيها مساحات للعبادة تدعى هياكل (إيغبودو). في هذه الهياكل ثلاثة عروش مختلفة (مكسوّة بالأزرق الملكي والأبيض والساتان الأحمر) تمثّل مقاعد الملكات والملوك والجنود المؤلَّهين، على الترتيب.
يتألف كل معبد من الذين يطلبون الهداية من الأوريشات، ومن الذين يتعلّمون حتى يصبحوا كهنة.
يذكر الكهنة المعاصرون المعابد التي كانت تجمع الكهنة في القرنين التاسع عشر والعشرين بحنين، ويعدّونها أصول الدين والحضارة الدينية اللوكومية.
حتى يصبح المرء سنتيرًا (كاهنا أو كاهنة في السانتيرية) يجب أن يخضع لعمليّة ضمّ مكثّفة تمتدّ أسبوعًا، يتعلّم فيها المهارات الشعائرية والسلوكات الأخلاقية بطريقة غير مباشرة وغير منطوقة. يبدأ المبتدئ بما يسمّى شعيرة التطهير. يمسح البادرينو (العرّاب أو الأب الروحي) رأسه بأعشاب خاصة وماء. يمسح العرّاب الأعشاب والماء بطريقة معينة على فروة رأسه. ولكن إذا أراد الإنسان أن يدخل السانتيرية لحاجته إلى الشفاء، فإنه يخضع لطقس «تبريك الرأس» الذي يمسح فيه ماء جوز الهند والقطن على رأسه حتّى يغذّيه. بعد أن يتطهّر، يجب عليه أن يخضع لأربع شعائر رئيسة: تحصيل الإليكة (وهي قلادة من الخرز)، استقبال الغويريروس (المحاربين) صناعة الأوكا (القدّيس) والأسينتو (الصعود إلى العرش).

### تحصيل الإليكة
أول شعيرة تدعى تحصيل الإليكات، وهي قلائد من الخرز، وفقا لميغيل دو لا تور فإن «ألوان الخرز وأنماطها على القلائد هي ألوان الأوريشا الذي يمثّل رئيس العروس وملاكها الحافظ، لذا فإن أول ما يجب أن يُفعَل هو تحديد من هذا الأوريشا». تُغمَر قلادة الإليكة بمزيج من الأعشاب ودماء الأضاحي والمواد الفعالة الأخرى ثمّ تعطى للعضو الجديد.
يتسلّم العضو الجديد عادة قلادة أقوى خمس أوريشات، إذ يكون خرز كلّ قلادة مصفوفا على نمط خاص للأوريشات الرئيسة (إليغا، وأوباتالا، ويمايا، وتشانغو، وأوتشن)، وتعدّ هذه القلائد نقطة مقدّسة في الاتصال بهذه الأوريشات. عندما يتسّلم العضو الجديد القلائد، يجب أن ينحني فوق حوض استحمام ويُمسَح رأسه بالأولو أوريشا. تعدّ القلائد اللافتات المقدّسة للأوريشات وعلامة على حضور الأوريشا وحمايته، ومع هذا، فإنها يجب ألا تُلبَس أيّام حيض المرأة، ولا في العلاقة الجنسية، ولا عند الاستحمام.

### ميديو أسينتو
الشعيرة الثانية من ناحية الأهمية هي التي تسمّى ميديو أسينتو، وهي صناعة تمثال للأوريشا إليغا. يخوض العضو الجديد مناقشات مع سنتيرو، يناقشان فيها كل حياته وماضيه وحاضره ومستقبله. في هذا النقاش، يحدد السنتيرو أيّ طريق من طرق إليغا سوف يتلقّى العضو الجديد. ثمّ بناءً على نتائجه يختار المواد الت ستستخدَم لصناعة تمثال إليغا، وهو منحوتة تستعمل لتبقي الأرواح الشريرة بعيدة عن بيت العضو الجديد. لا يحضّر هذا الطقس إلا الرجال، ويأخذ الأوريشات فيه بعضًا من الروح «الرجولية» للسنتيرو.

### لوس غيريروس
الشعيرة الثالثة، تعرَف بأنها «تلقّي المحاربين»، وهي شعيرة يتلقّى فيها العضو الجديد أشياء من عرّابه تمثّل المحاربين، أدوات حديدية تمثل أوغن، وقوسًا حديديًّا وسهمًا يمثلان أوشوسي، وكأسًا حديدية أو فضّيّة يعلوها ديك تمثّل أوسن. يبدأ هذا الطقسُ علاقة رسمية تمتد مدى الحياة بين العضو الجديد والأوريشات، وتكرّس الأوريشات طاقاتها لتحمي العضو الجديد وتدلّه طريقه.

### أسينتو
آخر شعيرة في عملية الدخول إلى الدين تسمّى أسينتو (الصعود إلى العرش)، وهي أهم الشعائر وأكثرها سرّيّة في السانتيرية، وهي الطقس الذي تصبح فيه الإياوو (عروس الأوريشا) «مولودة من جديد» في الدين. هذه الشعيرة ذروة سنام الشعائر السابقة، ولا يمكن أن تمارَس حتى تتمّ الشعائر السابقة. الأسينتو عمليّة تطهير وعرافة يصبح بها العضو الجديد كالمولود الجديد ويبدأ حياة من النموّ العميق في الدين.

## اقرأ أيضاً
- إفا